# Jōmon-Venus

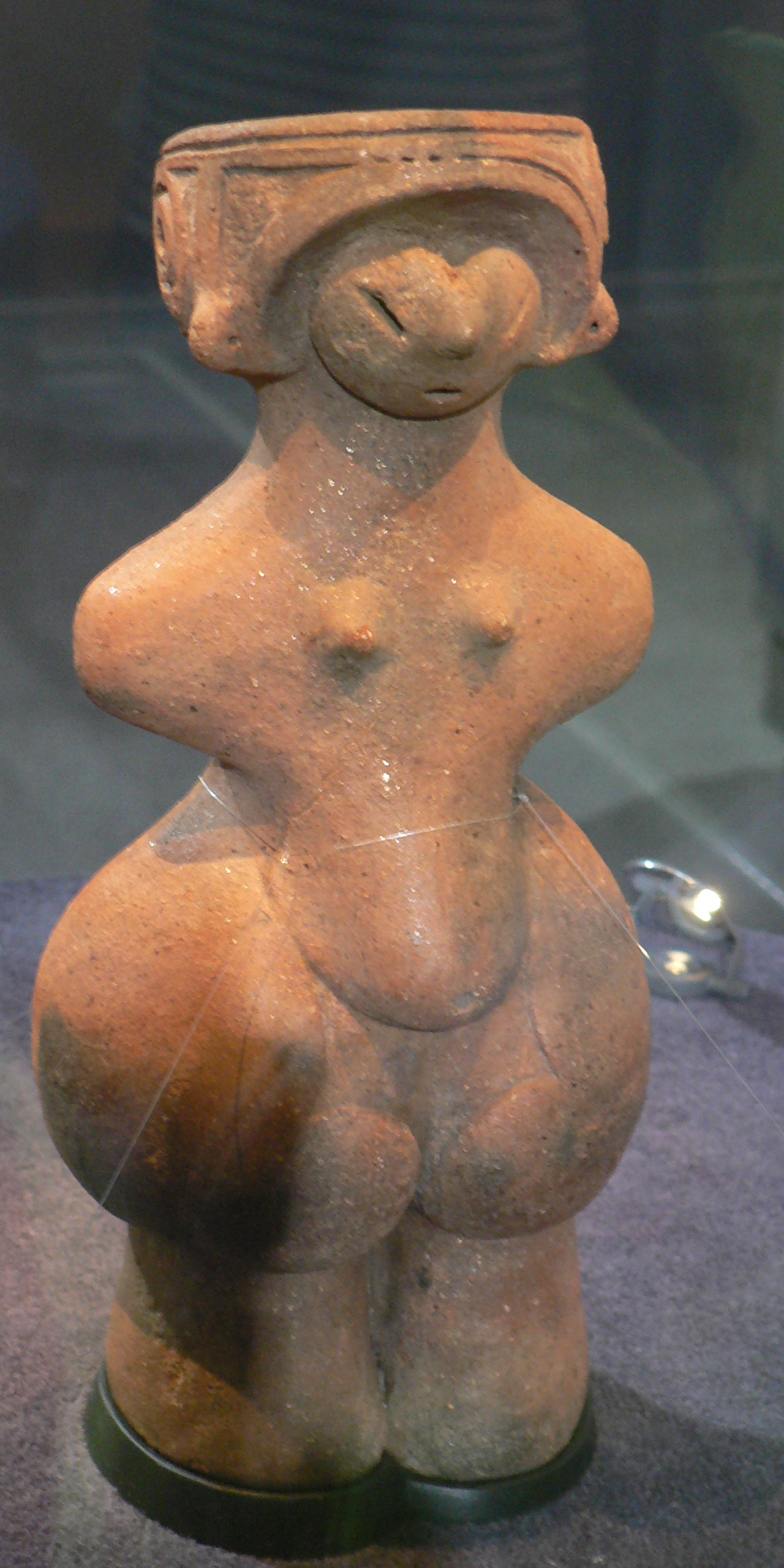
Jōmon-Venus

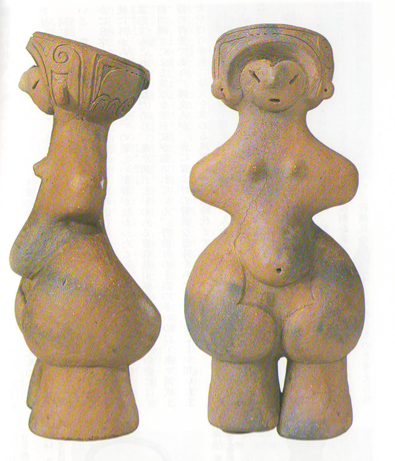
Seiten- und Frontalansicht

Die Jōmon-Venus (japanisch 縄文のビーナス Jōmon no Bīnasu) ist eine Dogū, eine menschenähnliche, weibliche Tonfigur aus der Mittleren Jōmon-Zeit (3000–2000 v. Chr.), die 1986 in Chino in der Präfektur Nagano in Japan entdeckt wurde. Sie wurde 1995 zum Nationalschatz erklärt.

## Merkmale
Die Dogū ist eine ockerfarbene Tonstatue mit einer Höhe von 27 cm und einem Gewicht von 2,14 kg. Sie trägt eine für die Epoche charakteristische Haartracht oder Kopfbedeckung und es wird angenommen, dass die Statue eine schwangere Frau darstellen soll, was die Formgebung erklärt: Breite Hüften, ein ausgeprägter Gesäßbogen und ein vergrößerter Bauch. Im Gegensatz zu über 20.000 Dogū-Funden, die nur in Fragmenten gefunden wurden, ist die Jōmon-Venus vollständig und weist keine Beschädigungen auf.

## Geschichte
1986 wurden archäologische Ausgrabungen gemacht, bevor bei Chino ein Industriegebiet errichtet wurde. An der Stelle befand sich früher das Dorf Tanabatake, in Südlage am Fuß des Berges Kirigamine im Yatsugatake-Gebirge, etwa 140 km nordwestlich von Tokio. Die archäologische Fundstelle Tanabatake (棚畑遺跡 Tanabatake Iseki) umfasste ein Dorf mit 149 Gebäuden, von denen 146 auf die mittlere Jōmon-Periode datiert wurden. Die Obsidianfunde zeigen, dass das Dorf ein wohlhabendes Handelszentrum war. In den Begräbnisstellen wurde die Dogū gefunden. Die Figur erhielt zunächst den Namen Tanabatake-Venus und später die Bezeichnung Jōmon-Venus.
Seit ihrer Entdeckung 1986 befindet sie sich in der Obhut der Gemeinde Chino. Sie wird im Togariishi Jōmon Archeological Museum ausgestellt.

### Nationalerbe
1989 wurde die Statue als Wichtiges Kulturgut Japans ausgezeichnet und 1995 als erstes Jōmon-Artefakt als Nationalschatz ausgewiesen. Das zweite Artefakt, das diese Auszeichnung erhielt, war 2004 die „Maskierte Göttin“, eine Dogū, die 2000 in der nahegelegenen archäologischen Stätte Nakappara (中ッ原) in Chino gefunden wurde.